# 중모초등학교
중모초등학교는 대한민국 경상북도 상주시 모동면 신천리에 있는 공립 초등학교이다.

## 학교 연혁
- 1924년 5월 8일 중모공립보통학교(4년제) 개교
- 1927년 3월 31일 6년제 연한 인가
- 1938년 4월 1일 중모공립심상소학교로 개칭[1]
- 1941년 4월 1일 중모공립국민학교로 개칭[2]
- 1981년 3월 5일 병설유치원 개원
- 1993년 8월 2일 급식소 설치
- 1996년 3월 1일 중모초등학교로 개칭[3]
- 1999년 7월 4일 무인 경비시스템 설치
- 2019년 9월 1일 제32대 박민아 교장 부임
- 2020년 2월 7일 제92회 졸업(7명, 누계 876명)
- 2020년 3월 1일 초등 6학급, 유치원 1학급 편성

## 참고 자료
- 중모초등학교 - 한국교육학술정보원 학교알리미